# Dicranum papillidens
Dicranum papillidens är en bladmossart som beskrevs av Brotherus 1924. Dicranum papillidens ingår i släktet kvastmossor, och familjen Dicranaceae. Inga underarter finns listade i Catalogue of Life.